# FARMA
FARMA es una asociación cooperativa de granjeros, productores y organizaciones de mercados de productores en Reino Unido.

## Contexto
FARMA es una organización creada por granjeros y organizaciones que venden directamente a los consumidores. Opera según un esquema de certificaciones y sus reglas han sido adoptadas por diferentes mercados en todo el país. Se encuentra además apoyada por la DEFRA (Departamento de Medio Ambiente, Alimentación y Temas Rurales) del Reino Unido.
FARMA es reconocido por Co-operatives UK, la federación estatal de cooperativas de Reino Unido, como una organización federal que apoya los mercados de productores y el consumo local.

## Historia
FARMA se crea en 2003 al unirse la Farm Retail Association (existente desde 1979 y que aglutinaba tanto tiendas de granja o farm shops y granjas de autoservicio o pick-your-own farms) con la Asociación Nacional de Mercados de Granjeros (existente desde 1999).

## Objetivos
FARMA define en sus estatutos los siguientes objetivos:
- Apoyo al desarrollo sostenible de mercados de productores, tiendas en granjas, reparto a domicilio y venta por internet.
- Apoyo y promoción de ética en el sector primario.
- Definir y promocionar los valores ambientales, sociales y económicos en la industria.
- Promover los valores de la producción local en las diferentes comunidades.
- Promover la gestión y el conocimiento para mejorar los estándares profesionales.
- Servir de voz a nivel estatal para el sector.
- Servir de conducto de información desde y hacia el sector.

## Certificación mercantil
FARMA certifica mercados de productores en Reino Unido si operan bajo sus directrices. Los mercados pueden ser asesorados por personas ajenas a la asociación y las inspecciones se realizan de modo individual. Hasta la fecha, ha certificado alrededor de 200 mercados de productores

## Directrices para la certificación
Su normativa pivota en torno a cinco principios:
- El alimento procesado debe producirse íntegramente en un área local definida.
- La persona que vende debe estar implicada en su cultivo o producción.
- Los productos primarios (aquello que no necesita una preparación significativa) deben ser cultivados o criados localmente.
- El valor añadido en productos secundarios debe contener al menos un producto primario producido localmente, con un mínimo recomendado del 25% de ingredientes.
- La información de su trazabilidad debe ser transparente desde el mercado hasta el lugar donde se cosecha/cría y produce.

Los mercados pueden apoyar normativas adicionales y definir su área local. FARMA recomienda un radio máximo de unos 50 km (30 millas), pero aceptan radios de hasta 80 km en los alrededores de ciudades de gran tamaño.
En el Reino Unido, los mercados de agricultores tienen que cumplir con la regulación de su autoridad local y algunas autoridades locales han adoptado las directrices FARMA como requisito.